# Чемпионат Исландии по футболу 1945
Чемпионат Исландии по футболу 1945 стал 34-м розыгрышем чемпионата страны. Чемпионский титул в 11-й раз завоевал «Валюр», защитив завоёванный в предыдущем году титул: команда выиграла все три матча, забив в них 15 голов, и сохранила свои ворота в неприкосновенности.

## Турнирная таблица
| М | Команда   | И | В | Н | П | Мячи   | ±   | О |
| - | --------- | - | - | - | - | ------ | --- | - |
| 1 | Валюр     | 3 | 3 | 0 | 0 | 15 − 0 | +15 | 6 |
| 2 | Рейкьявик | 3 | 2 | 0 | 1 | 10 − 1 | +9  | 4 |
| 3 | Фрам      | 3 | 0 | 1 | 2 | 1 − 12 | −11 | 1 |
| 4 | Викингур  | 3 | 0 | 1 | 2 | 1 − 14 | −13 | 1 |

И — игры, В — выигрыши, Н — ничьи, П — проигрыши, Мячи — забитые и пропущенные голы, ± — разница голов, О — очки